# Liste des entreprises des Pyrénées-Atlantiques
Ces listes énumèrent les entreprises les plus importantes du département des Pyrénées-Atlantiques en termes d'effectif salariées.

## Entreprises de plus de 500 salariés
- Total Exploration Production (CSTJF) installé à Pau
  - Activité = Prestations de services - 1.700 salariés
- Total Exploration Production France (TEPF) installé à  Lacq
  - Activité = Pétrole - 970 salariés
- Turboméca installé à  Bordes
  - Activité = turbines aéronautiques terrestres et maritimes - 2.191 salariés
- Dassault Aviation installé à Anglet (bien que l'entreprise soit appelée "Usine de Biarritz")
  - Activité = voilures, fuselages d'avions civils et militaires - 900 salariés
- Lindt et Sprungli AG installé à Oloron-Sainte-Marie
  - Activité = chocolaterie - 850 salariés
- Messier-Dowty installé à Bidos
  - Activité = équipements de trains d'atterrissage - 850 salariés
- Euralis installé à Lescar
  - Activité = semences céréales - 665 salariés
- Arkema installé à Lacq et Mont
  - Activité = chimie

## Entreprises entre 500 et 100 salariés
- Fromagerie des Chaumes
- Alliance Agro-Alimentaire
- SHEM
- Mas
- Cancé
- Exameca
- STI France
- Legrand
- Arverne Group

## Autres
- 64
- Aciéries de l'Atlantique SA
- Groupe Olano
- Lur Berri
- Quiksilver
- AE&T (Jurançon)
- A'lienor